# Кіборг 2: Скляна тінь
«Кіборг 2: Скляна тінь» (англ. Cyborg 2: Glass Shadow) — американський фантастичний бойовик про кіборгів. Не рекомендується особам до 16 років.

## Сюжет
2074 рік, планета Земля охоплена боротьбою корпорацій. Кобайяші Електронікс (Японія) і Пінуіл Роботікс (США) борються за контроль над індустрією створення програмного забезпечення та виробництва кіборгів. Кіборги замінили людей у всьому: від солдата на полі бою до повії у борделі. На карту поставлені мільярди доларів.
В американській корпорації створений кіборг у вигляді красивої жінки, в тіло якої була введена потужна рідка вибухівка. Ця «кіборгша» повинна була піти на переговори з керівництвом японської корпорації і там вибухнути. Після цього, акції б впали, і конкурент був би усунений. Все напевно так і сталося б, але красунею захопився її вчитель карате. Коли вона дізналася, що приречена на смерть своїми творцями, він прийшов їй на допомогу …

## В ролях
- Еліас Котеас — Колсон «Кольт» Рікс
- Анджеліна Джолі — Казелла «Кеш» Різ
- Джек Пеланс — Мерсі
- Біллі Драго — Денні Бенч
- Аллен Гарфілд — Мартін Данн
- Рік Янг — Боббі Лін
- Трейсі Волтер — Вілд Кард
- Рене Гріффін — Дріна
- Карен Шеперд — Чен
- Свен-Оле Торсен — швейцар
- Джим Янгс — Пінвіл Екс 1
- Роберт Драєр — Пінвіл Екс 2
- Джон Дербін — Тех 1 — кімната спостереження
- Патрік О'Коннелл — Тех 2 — кімната спостереження
- Шеріл Мері Льюіс — Тех 3 — коридор
- Лорі Мішель — Тех 4 — коридор
- Елізабет Санг — Хіромант
- Метт Демерітт — Manhole Man
- Ален Сільвер — хірург
- Гален Юень — сервер
- Вільям Колон — Екс 3
- Ірвінг Бонайос — Екс 4
- Девід Шредер — Екс 5
- Рік Хілл — керівник групи
- Лайнус Хаффман — Капітан Чой Фук